# Гарбія (губернаторство)
Гарбі́я (Ель-Гарбія, араб. الغربية) — губернаторство (мухафаза) в Арабській Республіці Єгипет. Адміністративний центр — місто Танта.
Розташоване на півночі країни, у центрі дельти Нілу, на південь від губернаторства Кафр-еш-Шейх і на північ від губернаторства Мінуфія.

## Економіка
Основним сектором економіки є сільське господарство. Крім традиційних культур, таких як бавовник, рис, пшениця та цитрусові, у провінції вирощують жасмин та ароматичні культури, масла яких йдуть на експорт, а також картопля. Розвинуте птахівництво. Промисловість представлена бавовняною, текстильною та швейною промисловістю, виробництвом фарб, добрив та хімікатів.

## Населення
Населення становить 4 011 320 осіб (2006). З них 50,4 % жінок, 49,6 % чоловіків. Велика частина населення зосереджена в двох найбільших містах: Танта та Ель-Махалла-ель-Кубра.

## Найбільші міста
| № | Місто                 | Населення, осіб (2006) |
| - | --------------------- | ---------------------- |
| 1 | Ель-Махалла-ель-Кубра | 442 958                |
| 2 | Танта                 | 422 854                |
| 3 | Зіфта                 | 93 740                 |
| 4 | Кафр-ез-Зайят         | 71 272                 |
| 5 | Саманнуд              | 32 033                 |
| 6 | Бас'юн                | 53 226                 |
| 7 | Ес-Санта              | 32 033                 |
| 8 | Кутур                 | 24 518                 |